# Frattone (fisica)
Un frattone è una vibrazione quantizzata collettiva su un substrato con una struttura di frattale.
I frattoni sono gli analoghi frattali dei fononi. Questi sono il risultato dell'applicazione della simmetria traslazionale per il potenziale in un'equazione di Schrödinger. L'auto-similarità del frattale può essere pensata come una simmetria talvolta comparabile alla simmetria traslazionale, ovvero la simmetria in base allo spostamento o mutamento di posizione, mentre l'auto-similarità è la simmetria in base al mutamento di scala. Le soluzioni della meccanica quantistica per tale problema in generale portano a un continuum di stati con diverse frequenze. In altre parole, una banda di frattone è comparabile a una di fonone. I modi vibrazionali sono limitati ad una parte del substrato e non sono quindi completamente delocalizzati, a differenza dei modi vibrazionali fononici. Invece vi è una gerarchia di modi vibrazionali che comprendono parti sempre più piccole del substrato.